# María del Campo
María del Campo o de Ocampo (Madrid, ?–31 d'octubre de 1670), de nom religiós María de la Ascensión, va ser una monja terciària carmelita espanyola.
Natural de la vila de Madrid, va ser monja terciària del convent del Carme d'aquesta localitat. Al llarg de la seva vida va tenir fama de molt santa, raó per la qual a instàncies del seu confessor i membre de la mateixa orde, fra Bartolomé Camuñas, va redactar una biografia, obra autògrafa que va quedar recollida sota el títol Relación de su vida anterior. Segons la Bibliotheca Carmelitana de Cosme de Villiers, el manuscrit va acabar a mans de fra Serafín Potenza.